# Carolina del Castillo Díaz
Carolina del Castillo y Díaz (Gijón, 3 de julio de 1867 - Jove, 24 de octubre de 1933) fue una pintora española, una de las primeras que destacó en la pintura en Asturias en el primer tercio del siglo XX. Fue precursora de la pintura femenina asturiana junto a Julia Alcayde Montoya, Concha Mori, María Galán Carvajal y Obdulia García. Perteneció a la AEPE (Asociación Española de Pintores y Escultores) desde sus inicios e innovó introduciendo el tema de desnudo en sus cuadros.

## Biografía
Carolina del Castillo nació en el seno de una familia burguesa y acomodada. Hija del ingeniero Justo del Castillo Quintana y de Carolina Díaz de Calderón y Cifuentes. Contrajo matrimonio con el médico militar Gonzalo del Campo y del Castillo, el 28 de julio de 1890, con quien tuvo seis hijos. Desde niña se sintió atraída por la pintura, el dibujo y la música, aunque no fue hasta la madurez de su vida cuando se volcó de lleno en el arte. Tras el fallecimiento de su hijo Felipe en 1906 y de su hija Margarita tres años después, la pintura se convirtió en un refugio para la artista y empezó a recibir clases del pintor José Nicolau Huguet, coincidiendo con la muerte del primero. 

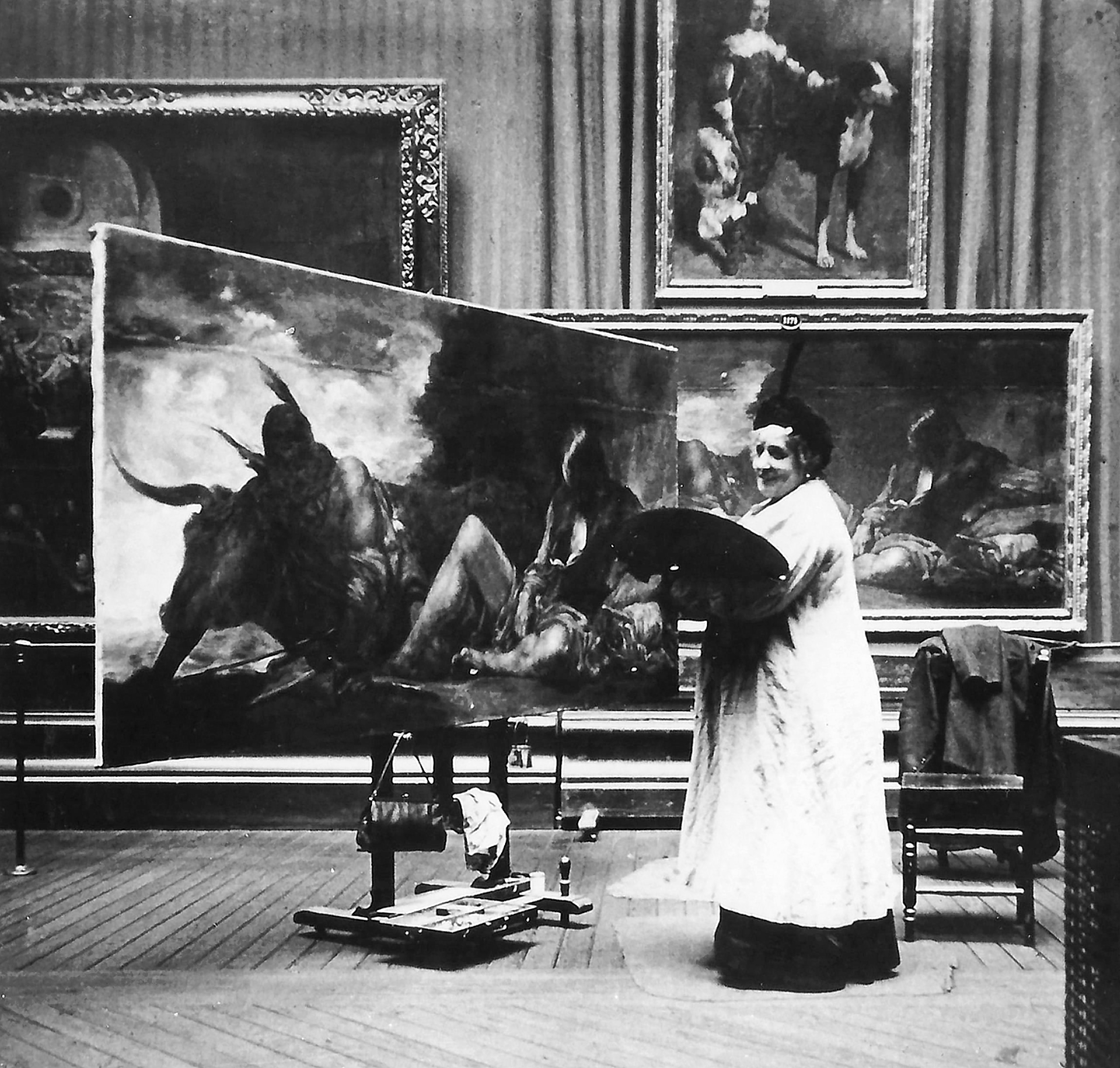
"La artista copiando el Mercurio y Argos de Velázquez, en el Museo del Prado

Participó en las Exposiciones Nacionales de 1908, 1910. y 1912, obteniendo "Mención honorífica" en la Exposición Nacional de Bellas Artes de Madrid en 1908, con la obra "El alma de la casa". Ese mismo año también se alza con la "Medalla de plata" en el Certamen dedicado al "Primer Centenario de los sitios de Zaragoza" y al año siguiente obtiene al "Medalla de cobre" en "La Exposición Regional Gallega" de 1909, celebrada en Santiago de Compostela. Del Castillo viajó frecuentemente a Madrid y frecuentó el Museo del Prado. donde copió a los grandes maestros, sobre todo a Velázquez. Firmaba en esta época sus obras con el pseudónimo KROL-INA. A partir de 1914 la familia trasladará su residencia a Madrid, donde vivió en la calle Fuencarral, números 74-76. Y en 1920 participa en la exposición del Primer Salón de otoño que se celebró en esta ciudad del 15 de octubre al 5 de diciembre, en el Palacio de Cristal del Parque del Retiro de Madrid. con tres obras: retrato, crisantemos y apunte. Y en el Tercer Salón de Otoño vuelve a concurrir, participando con dos retratos y un bodegón. Del Castillo recibió clases del pintor Cecilio Pla en el estudio que el maestro tenía en la calle San Marcos, siendo compañera de Pancho Cossío y un muy joven Mariano Moré, entre otros. De manera gradual su pintura se fue transformando hacia un mayor cromatismo y pincelada impresionista. En esta época ya no utilizaba pseudónimo sino que firmaba sus cuadros con su nombre completo. Carolina del Castillo formó parte de la élite intelectual de la época y Aniceto Palma, Ventura Álvarez Sala, o Juan Martínez Abades fueron asíduos de las tertulias que realizaba en su casa. En 1927 regresó definitivamente con su familia a Gijón, donde murió el 24 de octubre de 1933.

## Estilo y obras

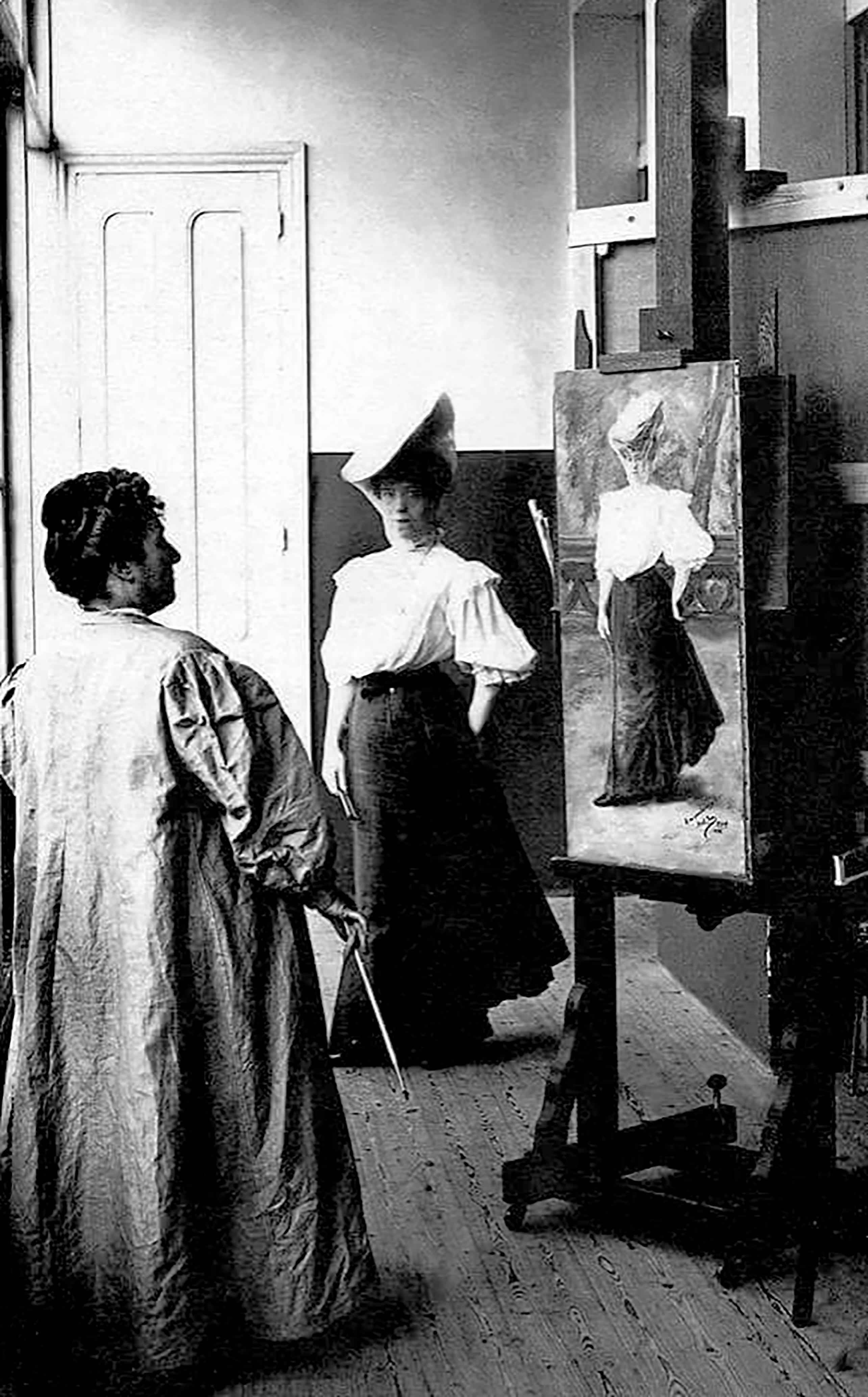
"Dña. Carolina trabajando en su Chalet de Gijón"

Carolina del Castillo fue una notable retratista, abordando con frecuencia temas infantiles. Aunque cultivó otros temas como el paisaje y el bodegón. Sus retratos se caracterizan por representar el entorno emocional de sus personajes con admirable habilidad y fue la primera mujer asturiana que se atrevió a pintar modelos desnudas. En sus cuadros quiso plasmar lo instantáneo con una técnica impresionista, de pintura rápida, a veces utilizando directamente los tubos, sin pincel ni espátula, centrándose en lo que quiere plasmar y dejando a veces sin pintar algunas zonas del lienzo. Su estilo fue evolucionando desde sus primeras obras más clásicas, que provienen de una formación apegada a los cánones de la figuración tradicional de su maestro José Nicolau Huguet, a un estilo personal, rápido y de riqueza cromática, de postulados impresionistas a partir de su contacto con Cecilio Pla.
Podemos establecer dos periodos diferenciados en su trayectoria artística:
En el primer periodo (de 1908 a 1912) podemos destacar "El alma de la casa", que fue Mención Honorífica en la Exposición Nacional de Bellas Artes de 1908. Otras obras destacadas de esta época son: "Celia", "El acecho", "La abuelita" o "Curioso hallazgo".
La obra "El descanso de la modelo" será una obra de transición entre el estilo académico y el estilo más impresionista.
De su segundo periodo destacan multitud de cuadros, sobre todo retratos de familiares y amigos, de doncellas de la casa, y paisajes de su Asturias natal. Obras como: "¿Tará agüelláu?", "Camín de Jove", "Leyendo" "El Musel", "Jove" o "Playa del Arbeyal", son ejemplos de esto.
Carolina del Castillo se dedicó a la pintura de forma absolutamente vocacional, no queriendo nunca (excepto en una única ocasión, que se sepa), vender sus cuadros, por lo que la mayor parte de su producción se halla en manos de familiares y colecciones privadas. El último inventario realizado constata la existencia de 169 cuadros a óleo y 37 dibujos, en posesión de la familia. Aunque se estima que hay más obras en colecciones privadas. Este dato sitúa la obra de la artista entre las más importantes pintoras españolas de su época.

## Exposiciones
- 1908: Exposición de Autorretratos de Barcelona.[18]
- 1908, 1910 y 1912: Exposición Nacional de Bellas Artes de Madrid.
- 1909: Exposición Regional Gallega.
- 1916: Exposición de artistas asturianos, Oviedo.
- 1920 y 1921: Salón de Otoño. Madrid.

## Homenajes
En Gijón hay una calle con su nombre.
- 1967: Homenaje en el centenario de su nacimiento. Ateneo Obrero de Gijón.
- 1977: Exposición Homenaje. Museo de Gijón Casa Natal de Jovellanos.
- 1986: Exposición Homenaje. Mujeres artistas asturianas. Museo de Bellas Artes de Oviedo.
- 2021: “Carolina del Castillo y Díaz (1867-1933): una pintora asturiana transgresora”. Conceyu Mieres. Asturias.[19]

## Obra en instituciones
- Museo Jovellanos de Gijón
- Ayuntamiento de Gijón
- Museo de Bellas Artes de Asturias en Oviedo.
- Universidad de Oviedo